# Chócue (cidade)

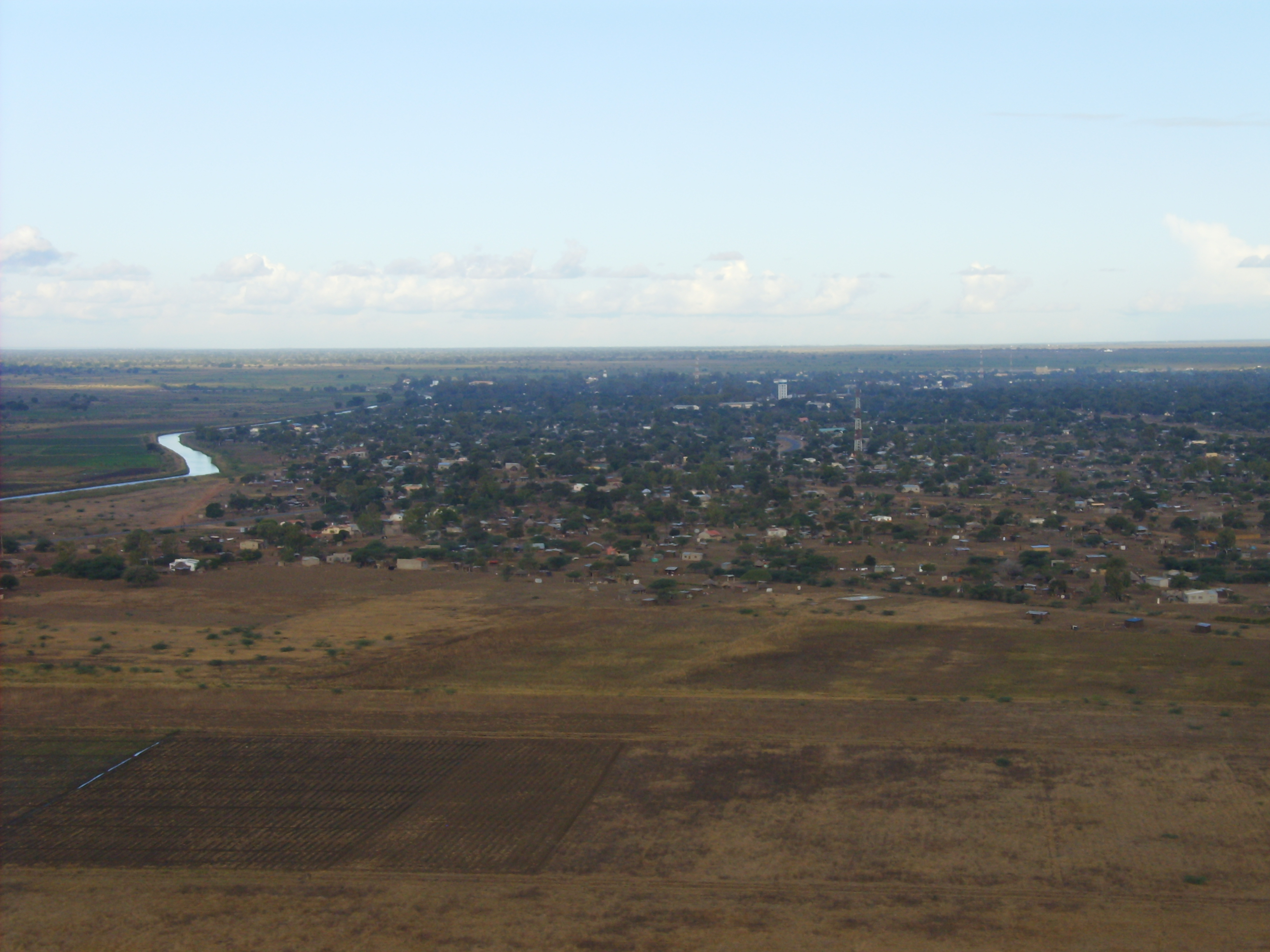
Vista aérea de Chócue, Moçambique

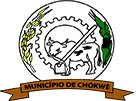
Brasão

Chócue, Chokwé ou oficialmente Chókwè,  é uma cidade moçambicana da província de Gaza e sede do distrito do mesmo nome. Em 2002, estimava-se que o município teria 50 000 habitantes, numa área de 50 km². 
Situada junto ao rio Limpopo, numa área de grande potencial agrícola, a povoação tomou o nome de Vila Trigo de Morais em 25 de Abril de 1964, em homenagem ao Eng. António Trigo de Morais, responsável pelo desenvolvimento do regadio do Limpopo. Em 17 de Agosto de 1971 foi elevada a cidade e em 13 de Março de 1976 passa a denominar-se Chócue.
O Chócue é, desde 1998, um município com governo local eleito. O primeiro presidente do Conselho Municipal do Chócue foi Salomão Tsavane, eleito em 1998, sendo sucedido em 2003 por Jorge Macuácua, releito para o cargo em 2008. Os dois presidentes representaram o Partido Frelimo. Actualmente a cidade é dirigida por José Vasco Moiane que ascendeu ao cargo após o falecimento da edil  Lídia Frederico Cossa Camela, eleita nas duas últimas eleições autárquicas de 2013 e 2018 respectivamente, representando o partido Frelimo.

## Infraestrutura

### Educação
A cidade sedia o Instituto Superior Politécnico de Gaza, uma das mais importantes instituições de ensino da província.

### Transportes
A vila mantém uma das principais estações ferroviárias do Caminho de Ferro do Limpopo, que a liga à Manhiça, ao sul, e Chicualacuala, ao noroeste.